# The Chemical Brothers
The Chemical Brothers este o formație britanică de muzică electronică compusă din Thomas Owen Mostyn Rowlands și Edmund John Simons — (cunoscuți și ca Chemical Tom și Chemical Ed, respectiv), formată în Manchester în anul 1989. Alături de The Prodigy, Fatboy Slim, The Crystal Method și alte grupuri similare, ei sunt pionierii genului de muzică electronică big beat, popular în anii 1990. Cinci albume ale The Chemical Brothers au ajuns pe numărul #1 în Marea Britanie, iar 13 single-uri de-ale lor au intrat în top 20, dintre care două au ajuns pe poziția #1.
Duoul a câștigat numeroare premii în cariera sa, printre care premiul Grammy de două ori pentru — cel mai bun album Dance/Electronica, iar în anul 2000 a câștigat Brit Award pentru ”cea mai bună formație dance”.

## Discografie

### Albume de studio
- Exit Planet Dust (1995)
- Dig Your Own Hole (1997)
- Surrender (1999)
- Come with Us (2002)
- Push the Button (2005)
- We Are the Night (2007)
- Further (2010)
- Hanna (soundtrack) (2011)
- Born in the echoes (2015)
- No geography (2019)

### Albume live
- Don't Think (2012)

### Compilații
- Brothers Gonna Work It Out (1998)
- Singles 93-03 (2003)
- Brotherhood  (2008)
- The Chemical Brothers (2010)

Tom Rowlands
- Through Me / Nothing But Pleasure (2013)